# Лэнг, Леонора
Леонора Бланш Лэнг (урожденная Аллейн; англ. Leonora Blanche Alleyne; 8 марта 1851, Клифтон, Юго-Западная Англия — 10 июля 1933) — английская писательница, редактор и переводчик. Наиболее известна как переводчик и соавтор «Книг фей» — серии из 25 сборников народных и детских сказок, которые она опубликовала вместе со своим мужем Эндрю Лэнгом в период с 1889 по 1913 год. Самая известная из них — «Rainbow Fairy Books», серия из двенадцати сборников сказок, каждой из которых присвоен свой цвет.

## Биография
Лэнг родилась 8 марта 1851 года в Клифтоне, Бристоль. Младшая дочь и седьмой ребёнок Чарльза Томаса Аллейна (1798—1872), владельца плантаций на Барбадосе, и его жены Маргарет. Её старшей сестрой была поэтесса, переводчица и поборница женского образования Сара Фрэнсис Аллейн.
Своё детство она описала как «сурово подавленное», продиктованное ее намного более старшими родителями. По её воспоминаниям, получила «обычное несерьезное образование в модной школе того времени в Клифтоне», прежде чем встретила будущего мужа, шотландского писателя Эндрю Лэнга, за которого она вышла замуж 13 апреля 1875 года в Клифтоне, Глостершир. Чтобы жениться на ней, Лэнгу пришлось оставить свою стипендию в Мертон-колледже в Оксфорде, поскольку квота наставников, которым разрешалось жениться, была уже заполнена. После свадьбы они жили и работали в Кенсингтоне.
Молодожёны быстро вошли в литературные и художественные круги Лондона и Эдинбурга. Среди их друзей были граф и графиня Стратмор и Кингхорн, родители леди Елизавета Боуз-Лайон, матери будущей королевы Елизаветы II. Спустя годы Елизавета, герцогиня Йоркская, дала Аллейну разрешение посвятить переиздание «Хроник Пантуфлии» Эндрю Лэнга юной принцессе Елизавете.
После смерти мужа в 1912 году Лэнг переехала в квартиру в Ченистон-Гарденс. Она овладела русским языком, который использовала для общения с русскими солдатами в британских госпиталях и лагерях после Первой мировой войны и революции.
Лэнг умерла 10 июля 1933 года в Кенсингтоне, оставив семейное состояние своей племяннице Тайре Бланш Аллейн, дочери своего брата Форстера Макгичи Аллейна.

### Книги фей
Авторство и перевод «Rainbow Fairy Books» часто и ошибочно приписывают только Эндрю Лэнгу. По словам литературного критика Аниты Силви, «ирония жизни и творчества [Эндрю] Лэнга заключается в том, что, хотя он немало писал сугубо в рамках своей профессии — литературную критику, художественную литературу, стихи, книги и статьи по антропологии, мифологии, истории и путешествиям […], он лучше всего известен по произведениям, которые он не писал». Нора не упомянута ни на одной из книг серии «Coloured Fairy Books», редактором которых значится Эндрю. Однако, как признает Эндрю в предисловии к «Сиреневой книге фей» (1910), «эти книги почти полностью принадлежат миссис Лэнг, которая перевела и адаптировала их с французского, немецкого, португальского, итальянского, испанского, каталонского и других языков».
Хотя Эндрю часто приписывают отбор историй для «Книг фей», большая часть работы была проделана Норой. Она и ряд других писателей, в основном женщин, включая Мэй Кендалл и Вайолет Хант, перевели их на английский и адаптировали в соответствии с викторианскими и эдвардианскими представлениями о приличиях. Соавторство Норы впервые упоминается в «Зелёной книге фей», третьей в серии, и с этого момента она пишет большинство пересказов, обычно называясь «миссис Лэнг». В последующих томах рассказов, опубликованных с 1908 по 1912 год, авторство «миссис Лэнг» указывается в таких изданиях, как «Красная книга героев» (1909) и «Книга святых и героев» (1912).
Первоначально Лэнги планировали издать только один сборник сказочных историй (первым был сборник «Голубая книга фей», опубликованный в 1889 году), но популярность каждого последующего тома привела к появлению ещё одного. Критики и педагогические исследователи того времени ранее считали «нереальность, жестокость и эскапизм сказок вредными для юных читателей и полагали, что такие истории недостойны серьезного рассмотрения людьми зрелого возраста». Сборники Лэнгов во многом изменили общественное мнение о сказках как о неподходящих для детей и недостойных критического анализа.

## Влияние
Эти книги также оказали влияние на многие поколения писателей. Другие детские авторы, в том числе Эдит Несбит, Роберт Льюис Стивенсон, Редьярд Киплинг и Артур Конан Дойл, испытали влияние книг Лэнгов. Дж. Р. Р. Толкиен писал: «Ни одна книга на английском языке, вероятно, не соперничает ни по популярности, ни по всеохватности, ни по общим достоинствам с двенадцатью книгами двенадцати цветов, которыми мы обязаны Эндрю Лэнгу и его жене».
Лауреат Букеровской премии романистка Маргарет Этвуд, чьи произведения часто переосмысливают сказочные истории, «вспоминает, как с удивлением читала Лэнга в десятилетнем возрасте».

## Другие произведения
Среди других работ Лэнг — история России в переводе с французского Альфреда Рэмбо (1879) и роман «Растворяющиеся взгляды», опубликованный в 1884 году. Она также была частым рецензентом в таких периодических изданиях, как Saturday Review и Academy.